# Laurent Martine
Pour les articles homonymes, voir Martine.
Pas d'image ? Cliquez ici

a Compétitions nationales et continentales officielles uniquement.

Laurent Martine, né le 29 août 1981, est un joueur de rugby à XV français qui évolue au poste de pilier (1,85 m pour 119 kg) avant de devenir entraîneur.

## Carrière
- Formé à  l'Avenir de Bizanos puis à Pau
- 2002-2005 : RC Narbonne (Top 16)
- 2005-2006 : US Montauban (Pro D2)
- 2006 : Venise Mestre Rugby
- 2006-2007 : Sporting nazairien rugby
- 2007-2008 : Cercle amical lannemezanais
- 2008-2012 : Stade niortais rugby (Fédérale 1)
- 2012-2013 : AS Pont Long Rugby Club
- 2013- : Entraineur / joueur à l'AS Idron-Lée (Honneur - Comité du Béarn)

## Palmarès
- Champion de France Reichel 2000 et 2001
- Champion de France Taddei 2000
- Champion d'Europe Universitaire 2001 (UPPA)
- Champion de France Pro D2 2006